# Homerun
Homerun – osiemnasty album studyjny zespołu The Kelly Family. Wyprodukowany przez KelBros, wydany w 2004 r. w większości krajów Europy.
Pierwsza płyta zespołu nagrana w sześcioosobowym składzie, bez Kathy, Johna i Barby.

## Lista utworów

### CD 1
1. "I’ll Be There" (śpiew: Patricia, Paddy) – 4:15
2. "Walking" (śpiew: Angelo) – 3:48
3. "Strange World" (śpiew: Patricia) – 3:40
4. "What If Love..." (śpiew: Maite, Paddy) – 4:06
5. "Don't Always Want" (śpiew: Angelo) – 3:44
6. "Intro" (Matka Teresa) – 0:13
7. "Carry My Soul" (śpiew: Jimmy, Paddy) – 3:43
8. "Break The Walls" (śpiew: Maite, Angelo) – 3:52
9. "Burning Fire" (śpiew: Jimmy) – 5:17
10. "Don't Be So Unhappy" (śpiew: Paddy) – 4:31

### CD 2
1. "Babylon" (śpiew: Jimmy, Paddy) – 4:06
2. "Everybody Is Beautiful" (śpiew: Paddy, Jimmy, Maite) – 4:07
3. "Streets Of Love" (śpiew: Jimmy) – 3:22
4. "Street Kid (Gucci Shit)" (śpiew: Patricia) – 3:26
5. "Intro" (China Keitetsi) – 0:34
6. "Blood" (śpiew: Jimmy) – 3:51
7. "I Wish The Very Best" (śpiew: Angelo) – 4:34
8. "Flip A Coin" (śpiew: Joey, Paddy) - 4:29
9. "Edge Of Happiness" (śpiew: Angelo) – 4:54

## Muzycy[1]
- Angelo Kelly: śpiew, bębny, perkusja, gitara akustyczna, gitara elektryczna, gitara basowa, fortepian, keyboard, organy Hammonda
- Jimmy Kelly: śpiew, gitara akustyczna, gitara elektryczna, gitara basowa, perkusja, fortepian, organy Hammonda, Wurlitzer
- Joey Kelly: śpiew, gitara akustyczna, gitara elektryczna, perkusja
- Maite Kelly: śpiew, gitara akustyczna, perkusja, Wurlitzer
- Paddy Kelly: śpiew, gitara akustyczna, gitara elektryczna, gitara basowa, keyboard, perkusja, bębny, fortepian, organy Hammonda, mandolina, Fender Rhodes, Wurlitzer
- Patricia Kelly: śpiew, gitara akustyczna, fortepian, perkusja

### Gościnnie
- Axel Hilgenstoehler: Wurlitzer
- Paul Kelly – lira korbowa
- Peter Materna: Saksofon altowy, saksofon sopranowy, saksofon tenorowy
- Wilhelm Geschwind – gitara basowa, gitara basowa bezprogowa, kontrabas

## Single
1. "Blood" – 2002
2. "Flip A Coin" – 2002
3. "Streets Of Love" – 2002

## Miejsca na listach przebojów w 2004 roku
| Kraj     | Miejsce na liście |
| -------- | ----------------- |
| Austria  | 52                |
| Holandia | 36                |
| Niemcy   | 9                 |